# Fritada serrana
La fritada serrana es una preparación culinaria tradicional de Alcoutim (Sierra de Caldeirão, Algarve, Portugal) que consiste en carne y vísceras de carne de cerdo fritas en «manteca blanca».
Según un libro publicado por la Cámara Municipal de Alcoutim, la carne de elección es el lomo y las vísceras utilizadas incluyen los riñones y los miolos, estos se añaden al plato después de cocinar la carne, cortados, pero con cuidado para no deshacerse; en ese momento, se puede espolvorear con comino. La receta también indica que la delicia puede ser conservada si toda la carne se cubre con manteca.
Sin embargo, no se indica cómo se sirve este plato, pero en otra receta de fritada de cerdo se sugiere acompañarlo con papas fritas y migas de frijol negro (frijol negro cocido y sofrito con cebolla, ajo, grelos y pan de maíz desmenuzado).